# Мисуркин, Афанасий Фомич
Афанасий Фомич Мисуркин (1903—1984) — руководитель группы НИИ-6, лауреат Ленинской премии (1966).

## Биография
Родился в 1903 году в Смоленской губернии.
Работал в НИИ-6 ГКОТ («Боеприпасный» институт), руководитель группы, ведущий инженер по пиропатронам.
В 1964 г. в составе авторского коллектива удостоен Ленинской премии — за разработку и внедрение в серийное производство всережимных катапультных установок КМ-1, КС-4 и КТ-1.
Награждён орденом Трудового Красного Знамени — за успешное выполнение специального задания Правительства по созданию
образцов ракетной техники, космического корабля-спутника «Восток» и осуществление первого в мире полета этого корабля с человеком на борту (17.06.1961).
Умер в 1984 году. Похоронен на Рогожском кладбище.
Возможно, его сыном является Игорь Афанасьевич Мисуркин (р. 1934) — доктор физико-математических наук, профессор НИФХИ им. Л. Я. Карпова.